# Імпічмент

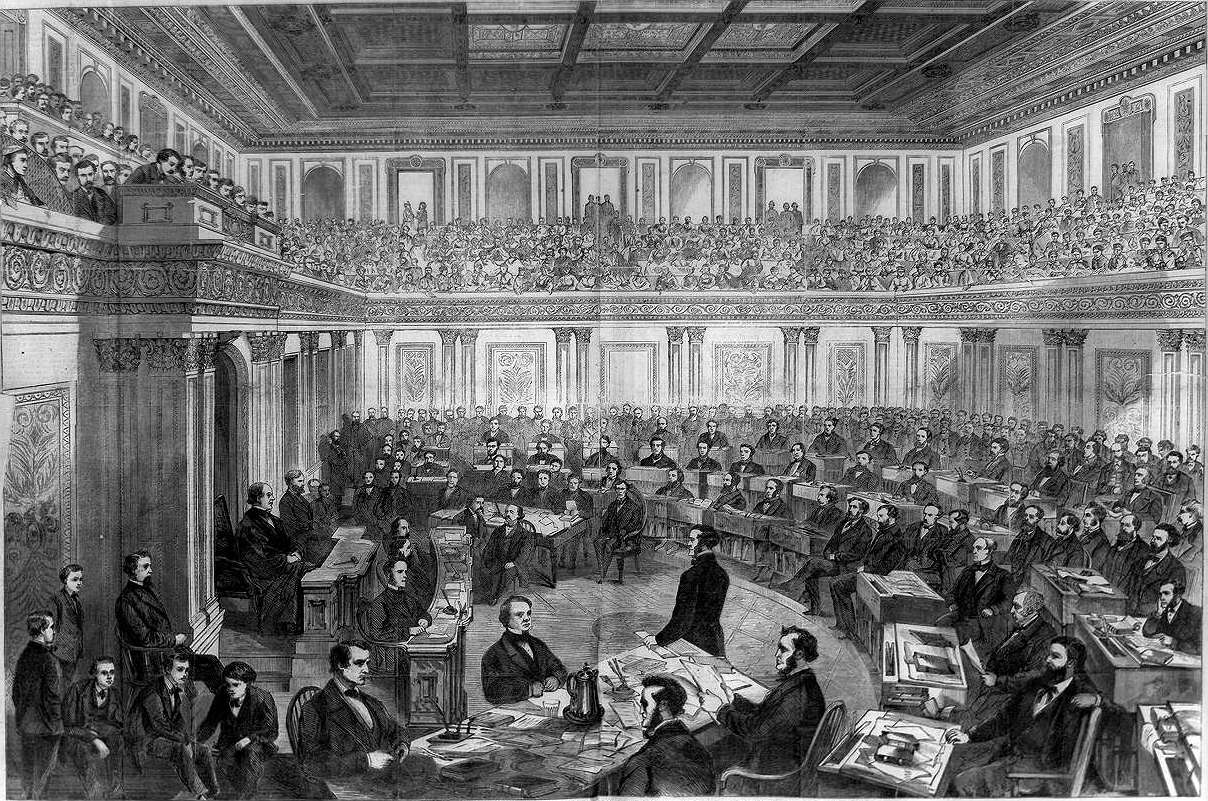
Процедура імпічменту президента Ендрю Джонсона в сенаті США. 1868 р.

Імпі́чмент (англ. impeachment — звинувачення) — в конституціях деяких держав процедура притягнення до суду парламенту вищих посадових осіб держави. Результатом імпічменту, як правило є дострокове припинення повноважень президента або іншого посадовця й усунення його з посади. При імпічменті голови держави таке рішення приймається конституційною більшістю парламенту. Різні країни окремо визначають процедуру імпічменту відповідно до власного законодавства. У демократичних державах імпічмент є одним з елементів контролю над владою країни і необхідний для збереження стабільності суспільного і конституційного ладу. Імпічмент є також засобом недопущення авторитаризму і механізмом гарантування національної безпеки.

## Походження терміна
Поняття імпічменту виникло в Англії у XIV ст. як засіб боротьби проти свавілля королівських фаворитів: тоді Палата громад надала собі право віддавати королівських міністрів під суд Палати Лордів. Раніше це право належало тільки королеві. Процедура висунення палатою громад кримінального звинувачення перед палатою лордів отримала назву «імпічмент». У британській історії востаннє імпічмент застосовувався у 1806 р. З британських законів поняття перейшло в конституцію США, де стало позначати висунення нижньою палатою звинувачення перед сенатом проти посадової особи (судді, губернатора і до президента країни). Верхня палата, як і в Англії, виступає як судова інстанція, і президент не має права помилування за вироками Сенату. Таким чином, імпічмент є лише першим етапом процедури звільнення урядовця з посади за кримінальним звинуваченням. У наш час у більшості країн цим словом заведено називати процес звільнення голови держави з посади.

## Імпічмент у США
В історії США два президенти були піддані процедурі імпічменту Палатою Представників США, але виправдані потім Сенатом, і таким чином не набрали необхідних 2/3 голосів: Ендрю Джонсон у 1868 р. (справа про незаконну відставку військового міністра) і Білл Клінтон в 1998—1999 рр. (справа про лжесвідчення і перешкоджання правосуддю у зв'язку з історією з Монікою Левінскі). У 1974 президент Річард Ніксон також був підданий імпічменту Палатою Представників у справі Вотергейту, пішов у відставку, перш ніж питання було розглянуте Сенатом (швидше за все, вирок був би звинувачувальним). Це дозволило його наступникові Джеральду Форду помилувати Ніксона. Імпічмент також застосовувався декілька разів до американських посадовців нижчого рангу. Дональд Трамп, 45-й президент США, став першим президентом цієї держави, якому двічі оголосила Палата представників (у першому випадку його виправдав Сенат).

## Імпічмент в Україні
Повноваження Президента України припиняються достроково у разі:
1) Відставки;
2) Неможливості виконувати свої повноваження за станом здоров'я;
3) Усунення з поста в порядку імпічменту;
4) Смерті.
Конституція України, а саме стаття 111 Основного Закону дає визначення імпічменту. У Конституції імпічмент визначається як особлива процедура притягнення до відповідальності Президента України, що поєднує юридичну, кримінальну і конституційну відповідальність, які реалізуються шляхом осуду Президента, дострокового припинення його повноважень і усунення з посади.
Конституція України визначає підставою для імпічменту вчинення державної зради або іншого злочину, які підпадають під дію кримінального закону (частина 1 ст. 111).
У разі дострокового припинення повноважень Президента України на період до обрання і вступу на пост нового Президента України повноваження покладаються на Голову Верховної Ради України.
21 лютого 2014 року було зареєстровано проєкт закону про імпічмент Президента України
22 лютого 2014 року Верховна Рада України прийняла постанову № 757-VII про усунення президента зі своєї посади і призначила проведення позачергових президентських виборів на 25 травня 2014 року, але за іншим законопроєктом. Прийняття цього законопроєкту пояснюється заміною формулювання «імпічмент» на «самоусунення» у зв'язку з особливими обставинами.[джерело?]
Питання про усунення Президента України з поста в порядку імпічменту ініціюється більшістю від конституційного складу Верховної Ради України.

### Процедура імпічменту в Україні
- Парламент створює спеціальну тимчасову слідчу комісію, до якої входять спеціальний прокурор і спеціальні слідчі;
- Висновки і пропозиції тимчасової слідчої комісії розглядаються на засіданні Верховної Ради України;
- За наявності підстав Верховна Рада України не менш як двома третинами від її конституційного складу приймає рішення про звинувачення Президента України;
- Конституційний суд виносить висновок щодо додержання конституційної процедури розслідування і розгляду справи про імпічмент;
- Верховний Суд України підтверджує наявність у діях обвинувачуваного ознак державної зради чи іншого злочину;
- Не менш як трьома четвертими від конституційного складу Верховної ради парламентаріїв приймають рішення про усунення Президента України з поста;
- Виконання обов'язків Президента України покладається на Голову Верховної Ради України, за виключенням повноважень вказаних у ст. 112 Конституції України.[4]

## Приклади імпічменту

### Піддані процедурі імпічменту
- Білл Клінтон, президент США — визнаний винним Палатою представників 19 грудня 1998 р., але виправданий Сенатом США.
- Борис Єльцин, президент Росії — з'їздові народних депутатів не вистачило 72 голосів для усунення з посади 26 березня, 1993 р.
- Річард Ніксон, президент США — пішов у відставку до завершення процедури імпічменту 9 серпня, 1974 р.
- Ендрю Джонсон, президент США — визнаний винним Палатою Представників у 1868 р., але виправданий Сенатом США всього одним голосом проти.
- Траян Бесеску, президент Румунії — був усунутий з посади 6 липня 2012 року в результаті відповідної постанови Сенату Румунії та призначення референдуму на 29 липня 2012 року, але від імпічменту його врятувало те, що 21 серпня 2012 року результат референдуму був визнаний Конституційним судом Румунії недійсним внаслідок низької явки виборців.
- Дональд Трамп, президент США — визнаний винним Палатою представників 18 грудня 2019 р., але виправданий Сенатом США.

### Усунені з посади
- Роландас Паксас, президент Литви, усунутий з посади 6 квітня, 2005 р.
- Рауль Кубас Ґрау, президент Парагваю, усунутий з посади у 1999 р.
- Абольхассан Банісадр, президент Ірану, усунутий з посади 21 червня, 1981 р. рішенням Меджлісу.
- Фернандо Коллор ді Мелло, президент Бразилії, усунутий з посади у 1992 р.
- Карлос Андрес Перес, президент Венесуели, усунутий з посади у 1993 р.
- Мартін Віскарра, президент Перу усунутий з посади у 2020 р.